# Gran Puerto

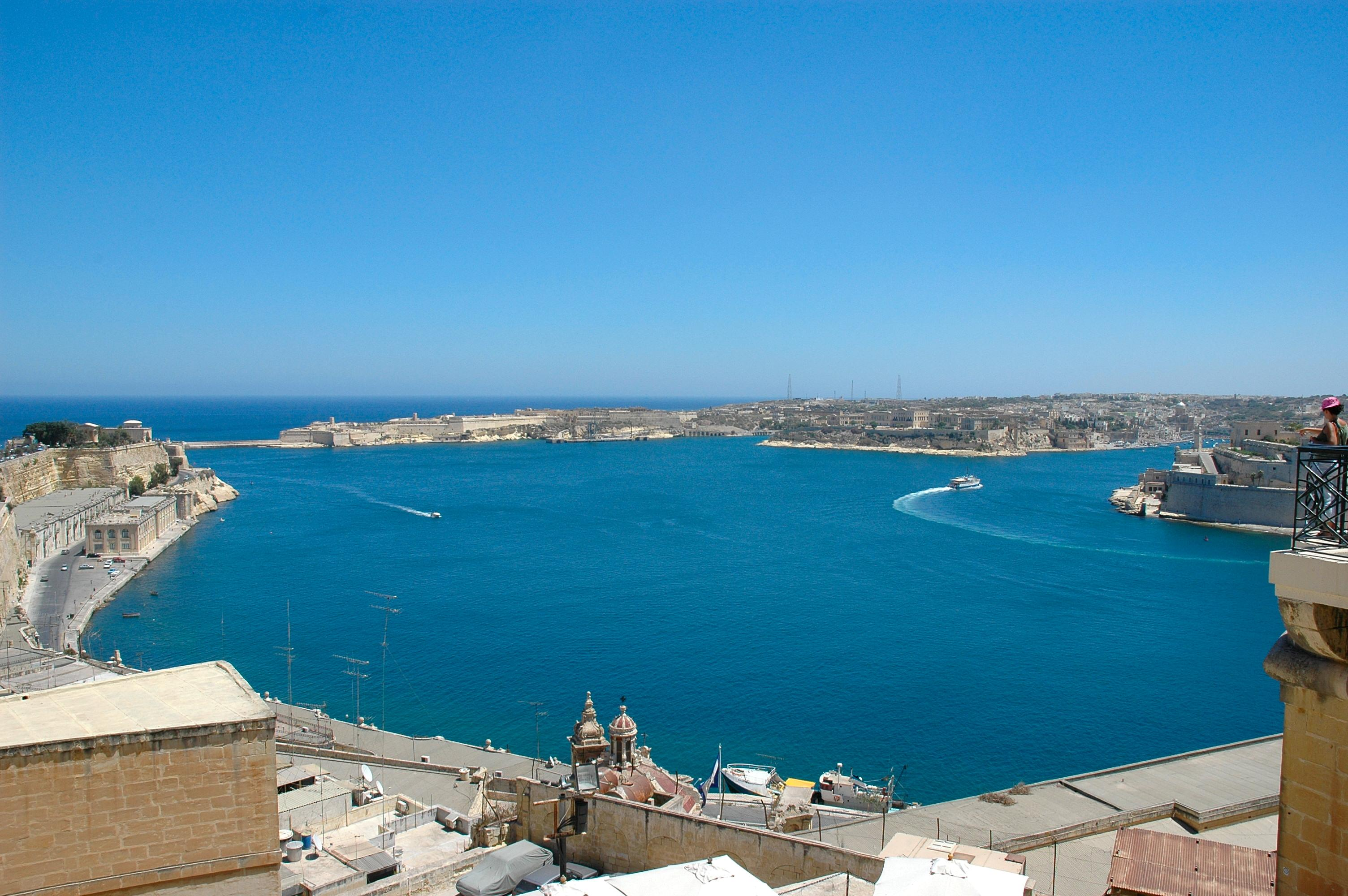
El Gran Puerto de La Valeta.

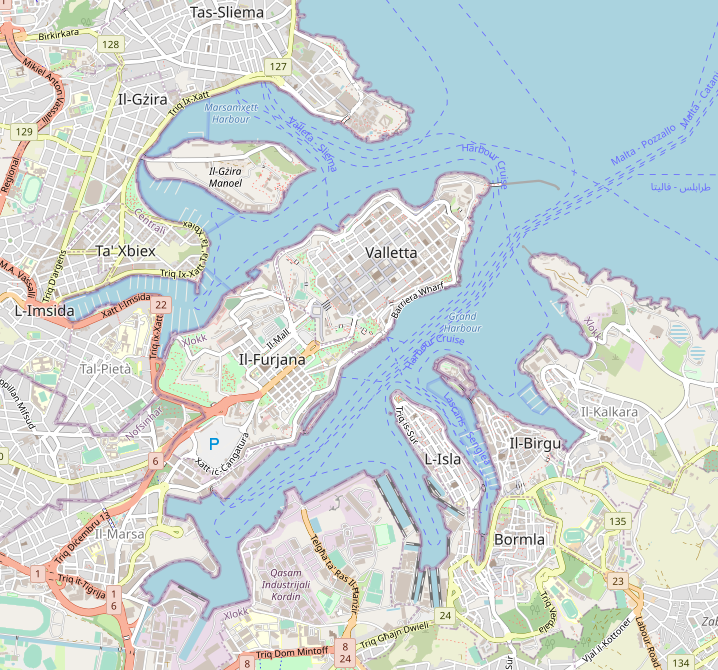
Mapa

El Gran Puerto (en maltés: l-Port il-Kbir) es un puerto natural situado en la isla de Malta en las coordenadas 35°53′42″N 14°31′14″E / 35.89500, 14.52056. Ha sido usado como puerto al menos desde tiempos de los romanos. El puerto natural original ha sido ampliamente mejorado con numerosos muelles y ha sido masivamente fortificado.

## Descripción
La boca del puerto se abre al noreste y está delimitado al norte por Punta San Elmo y además protegido por un rompeolas, el sur está delimitado por Punta Ricasoli. Su orilla noroeste la forman la península de Scebarras, que está en su mayor parte cubierta por la ciudad de La Valeta y su suburbio Floriana. Esta península también separa el Gran Puerto de un segundo puerto natural, el puerto Marsamxett. El canal principal del Gran Puerto se adentra por tierra casi hasta Marsa. La orilla sureste está formada por un número de caletas y calas, principalmente Rinella, Kalkara, Dockyard y French Creek, que está cubierta por Kalkara y por las Tres Ciudades: Cospicua, Vittoriosa y Senglea.
Junto a su compañero el Marsamxett, el Gran Puerto se sitúa en el centro de un terreno en ligera elevación. Alrededor de los puertos se ha dado un gran desarrollo de modo que todo el contorno se ha convertido de hecho en un a gran conurbación La mayor parte de la población de Malta vive dentro de un radio de tres kilómetros a partir de Floriana, convirtiendo la zona en una de las más densamente pobladas de Europa.

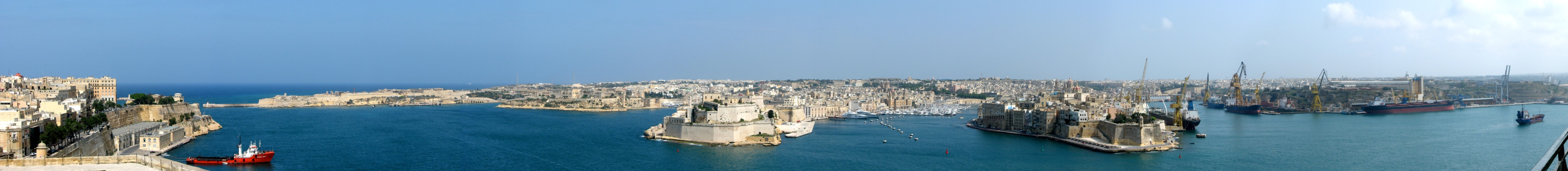
Gran Puerto.

## Historia

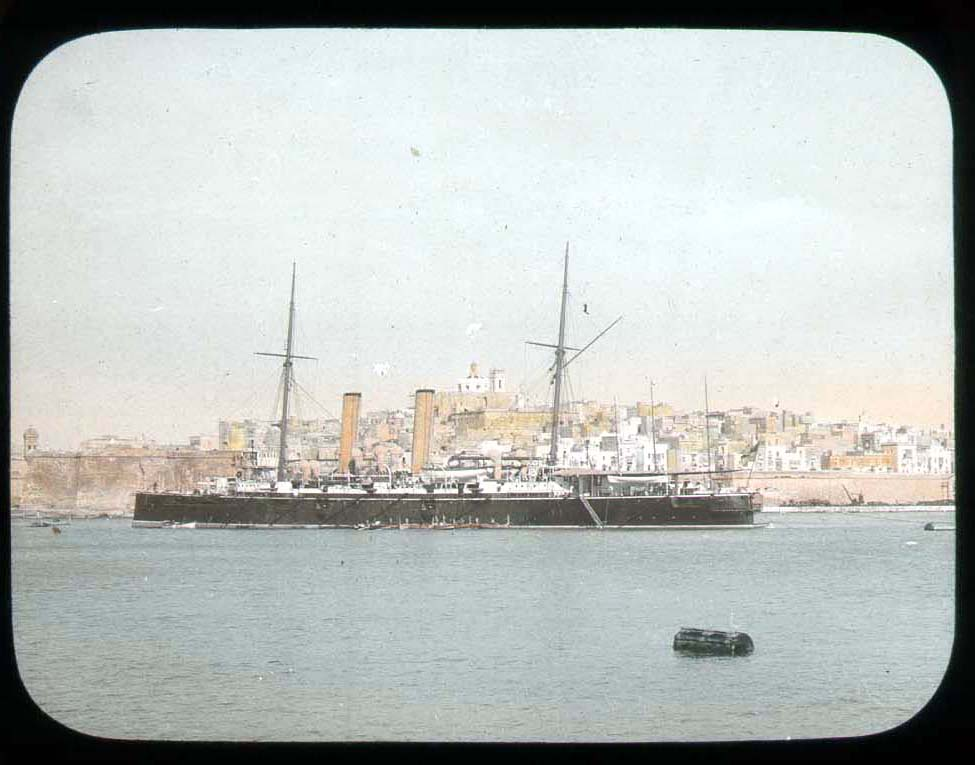
Buque de guerra británico en el Gran Puerto en 1896.

El Gran Puerto fue una base para los Caballeros de San Juan durante 268 años, y tras su partida llegó a ser una base estratégica para los británicos durante otros 170 años.
En este sitio, el 23 de septiembre de 1551 (o de 1556 según otra fuente) sucedió el Tornado de Valetta, el huracán más letal de la Historia de Europa, que destruyó una armada de barcos y mató a unas 600 personas.
La zona fue escenario de grandes combates durante el Gran sitio de Malta (1565) cuando los turcos intentaron expulsar a los caballeros de San Juan. 
En 1940, durante la Segunda Guerra Mundial, toda la zona fue duramente bombardeada durante un nuevo sitio de Malta y los muelles así como las instalaciones militares alrededor del puerto fueron objetivos legítimos para los bombarderos del Eje Roma-Berlín-Tokio. Sin embargo, daños colaterales destruyeron gran parte de La Valeta y las Tres ciudades, y causaron un gran número de bajas civiles.

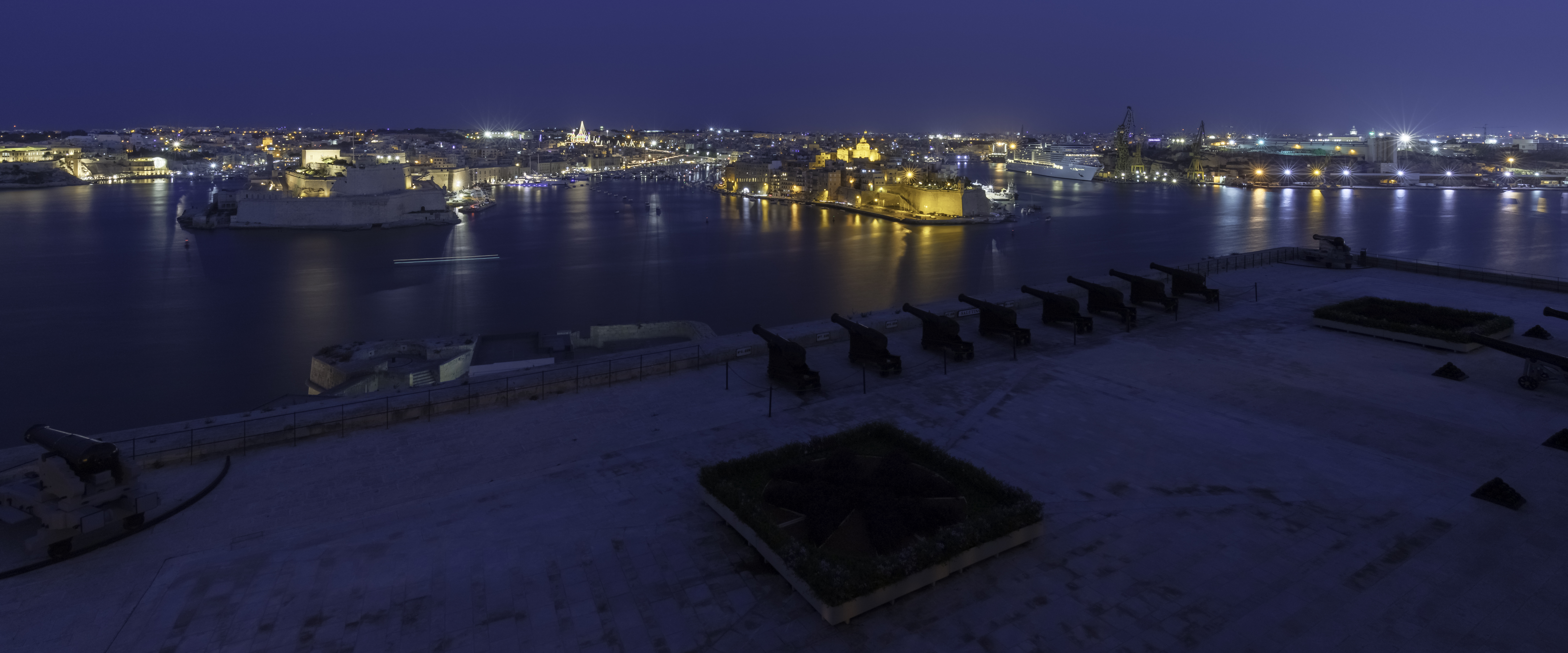
Vista nocturna desde los jardines del Barrakka Superior, año 2021.

Las dársenas y muelles están aún en activo, pero con la retirada de los británicos el puerto ha perdidos gran parte de su importancia militar. Una parte considerable de comercio marítimo de Malta es ahora manejado por el nuevo puerto franco situado en Kalafrana, con lo que el puerto es actualmente mucho más tranquilo y silencioso de lo que lo fue en la primera mitad del siglo XX.